# Johann Jakob Walther
Johann Jakob Walther (Witterda, 1650 – Magonza, 2 novembre 1717) è stato un violinista e compositore tedesco.
Secondo quanto riportato nell'opera «Musikalischen Lexikon» di Johann Gottfried Walther, cugino di Johann Sebastian Bach, egli apprese il violino da un polacco da cui era a servizio.
Tra il 1670 e la fine del 1673 (al più tardi) fu maestro di cappella a Firenze presso la corte di Cosimo III dei Medici, poi tornò in Germania. Dal 1674 fu a Dresda in qualità di "primo violinista da camera". Nel 1681 si trasferì a Mainz, dove rimase fino alla morte.
Con Johann Paul von Westhoff e Heinrich Ignaz Franz Biber fu tra i maggiori esponenti della scuola violinistica tedesca del XVII secolo per lo sviluppo apportato alla scrittura virtuosistica, soprattutto nell'uso delle corde doppie e delle posizioni acute.
Pubblicò due raccolte di musiche per violino e basso continuo: gli "Scherzi da Violino solo con il basso continuo per l'organo o cembalo accompagnabile anche con una viola o leuto" (1676) e "Hortus Chelicus Waltherianus" (1688).

La prima consiste prevalentemente in sonate avvicinabili al modello di Johann Heinrich Schmelzer, nelle quali vi è un uso moderato delle danze e delle arie con variazioni; in essa è contenuta una bella sonata sopra il verso del cuculo, nella quale il caratteristico intervallo melodico viene sviluppato nelle forme più fantasiose. La seconda, invece, vede una prevalenza di forme di danza e di variazioni, insieme a spiritose imitazioni di altri strumenti o animali, quali il "Leuto Harpeggiante e Rossignolo", lo "Scherzo d'augelli con il Cuccu" o la "Serenata à un Coro di Violini, Organo tremolante, Chitarrino, Pivo, Trombe e Timpani, Lira Todesca, & Harpa smorzata, il tutto sopra un violino solo".